# 姜博
姜博（1511年—？），字約甫，江西南昌府南昌縣人，民籍，明朝政治人物。

## 生平
嘉靖十六年（1537年）丁酉科江西鄉試第十八名舉人，二十年（1541年）中式辛丑科會試第二十名，三甲第九十五名進士。授溧阳县知县。

## 家族
曾祖姜浩；祖父姜梓，典史；父姜愈，母胡氏；繼母章氏。重庆下。